# Rigsretssagen mod Donald Trump 2021
 For alternative betydninger, se Rigsretssagen mod Donald Trump 2020.
Rigsretssagen mod Donald Trump i 2021 er en rigsretssag mod USA's præsident Donald Trump, som blev gennemført den 9.-13. februar 2021, hvorunder Trump var under anklage for at have opfordret til oprør ved stormen på Kongresbygningen 6. januar. Trump blev frifundet.  
Sagen blev rejst den 13. januar 2021. Sagen blev gennemført i Senatet, der med stemmerne 57-43 stemte for at dømme Trump. Da der skulle et flertal på 67 stemmer (to tredjedele) til for en domfældelse, førte retssagen dermed til en frifindelse.
Der var 232 medlemmer, der stemte for at igangsætte en rigsretssag (heraf 10 medlemmer fra Donald Trumps parti, republikanerne), mens 197 stemte imod. Trump var anklaget for at have opildnet til oprør i forbindelse med angrebet på Capitol 6. januar 2021. Såfremt Trump var blevet dømt, ville en efterfølgende afstemning have kunne hindret Trump i at blive præsident igen, ligesom han var blevet frataget sikkerhed og pension, som han ellers ville have ret til som tidligere præsident. Det var første gang i USA’s historie, at en præsident stilles for en rigsret to gange.
Selve retssagen blev gennemført i Kongressens andet kammer, Senatet. For at dømme Trump skyldig, skulle 2/3 af senatorerne stemme for skyldsspørgsmålet, hvilket betød, at 17 af præsidentens partifæller skulle stemme for, udover alle demokraterne. Trump selv afviste alle anklager. Inden der blev stemt om en rigsretssag, havde Repræsentanternes Hus med stemmerne 223 mod 205 stemt for at bede vicepræsident Mike Pence om at aktivere forfatningstillæg nr. 25 i USA's forfatning, hvormed vicepræsidenten og et flertal af ministrene ville kunne afsætte præsidenten midlertidigt. Dette afviste Pence dog, da han hævdede, at det ikke ville være i nationens interesse, og at det ville være i strid med forfatningen.